# Alfa Romeo-Ansaldo San Giorgio
Alfa Romeo–Ansaldo San Giorgio je označení pro model italského trolejbusu, který byl v jednom exempláři v provozu také v Mostě a Litvínově.

## Konstrukce
Na výrobě tohoto vozu se podílely dvě firmy: Alfa Romeo vyrobila mechanickou část trolejbusu (podvozek a karoserii), společnost Ansaldo–San Giorgio dodala elektrickou výzbroj. Vůz Alfa Romeo–Ansaldo San Giorgio byl dvounápravový trolejbus se samonosnou karoserií. Ocelová kostra vozu byla oplechovaná, čela vozu byla zhotovena z hliníkových panelů a přišroubovaná ke kostře. Vstup do vozu zajišťovaly dvoje čtyřkřídlé skládací dveře v pravé bočnici. Sedačky pro cestující byly umístěny příčně.
Jediný vůz tohoto typu na území Česka, který byl objednán v roce 1950 a který byl dodán zřejmě až o čtyři roky později, jezdil v Mostě a Litvínově jako takzvaný „Typ CST“.

## Provoz
| Současný stát | Město           | Článek | Typ                            | Roky dodávek | Počet vozů | Evidenční čísla při dodání | Poznámky | Zdroj |
| ------------- | --------------- | ------ | ------------------------------ | ------------ | ---------- | -------------------------- | -------- | ----- |
| Česko         | Most – Litvínov | článek | Alfa Romeo–Ansaldo San Giorgio | 1954 (?)     | 1 kus      | 115                        |          |       |

Vůz byl vyřazen z provozu při zrušení trolejbusové dopravy mezi Mostem a Litvínovem v roce 1959.